# Margaretha Rosencrantz
Margaretha Rosencrantz , född 24 mars 1901 i Jönköping, död 24 maj 1986 i Vallentuna i Stockholm, var en regissör, manusförfattare och klippare. Främst arbetade hon med skolfilm och är bland annat känd för filmerna Kuckelikaka  från 1949 och Ekhult heter gården från 1941.

## Biografi
Rosencrantz var utbildad lärare och började arbeta som detta i Djursholm kring mitten av 1920-talet. Hon visade tidigt intresse för film som ett pedagogiska verktyg i skolundervisningen och på detta sätt kom hon i kontakt med Svensk Filmindustri, som hon sedan främst arbetade för.
Hon regisserade ett flertal filmer som riktade sig till barn, främst för de under tio år. Exempelvis Vi reder oss nog, från 1948 som behandlar barns vardagshygien, Bo klarar trafiken, från 1949 som behandlade trafiksäkerhet och Kuckelikaka, från samma år som handlar om två slarviga barn som tar arbete i ett hönseri.
Många av hennes filmer översattes till flera språk och distribuerade i många länder. Exempelvis köptes hennes film Vägen till boken från 1951, och som beskriver svenska bibliotek, av UNESCO och den kom att visas i över sextio länder på fyra olika språk. 
Utöver att producera film så agerade hon också som sakkunnig när barn- och skolfilm debatterades politiskt. 
Vid 59 år ålder råkade hon ut för en bilolycka varefter hennes filmarbete mattades. Hennes sista film var Flyttfåglarna kommer, som kom ut 1963.

## Filmografi

### Regi
- Flyttfåglarna kommer (1963)
- Åka skridsko (1959)
- Musik i skolan (1957)
- Att undervisa med film (1953)
- Så ska vi cykla (1951)
- Vägen till boken (1951)
- Bo klarar trafiken (1949)
- Kuckelikaka (1949)
- Vi är nyfikna på världen (1949)
- Vi reder oss nog (1948)
- Råttmammas bestyr (1947)

### Manus
- Att undervisa med film (1953)
- Så ska vi cykla (1951)
- Vägen till boken (1951)
- Bo klarar trafiken (1949)
- Kuckelikaka (1949)
- Peter and Pat in Lapland (1947)

### Klippning
- Träning och trekamp (1954)

### Redigering
- Vi är nyfikna på världen (1949)
- Bland trutar och grisslor på Stora Karlsö (1946)
- Ekhult heter gården (1941)